# Howland (hrabstwo Penobscot)
Howland – jednostka osadnicza w Stanach Zjednoczonych, w stanie Maine, w hrabstwie Penobscot.